# Sony Interactive Entertainment
A Sony Interactive Entertainment (SIE) anteriormente conhecida como Sony Computer Entertainment (SCE), é uma empresa multinacional de videogames e entretenimento digital de propriedade integral do conglomerado multinacional Sony. O Grupo SIE é composto por duas pessoas jurídicas: Sony Interactive Entertainment LLC (SIE LLC) com sede em San Mateo, Califórnia, Estados Unidos, e Sony Interactive Entertainment Inc. (SIE Inc.), com sede em Minato, Tóquio, Japão. A SIE Inc., com sede em Tóquio, foi originalmente fundada como Sony Computer Entertainment Inc. (SCEI ou SCE) em novembro de 1993 para lidar com o empreendimento da Sony no desenvolvimento de videogames para os sistemas PlayStation. A SIE LLC foi fundada em San Mateo em abril de 2016, e é administrada pela filial americana da Sony, a Sony Corporation of America. 
Desde o lançamento do console PlayStation original em 1994, a empresa vem desenvolvendo consoles, acessórios e serviços de videogame doméstico PlayStation. A empresa expandiu-se do Japão para a América do Norte e Europa, onde fundou as filiais Sony Computer Entertainment America (SCEA) em maio de 1995 (em Foster City, Califórnia) e Sony Computer Entertainment Europe (SCEE) em julho de 1995 (em Liverpool). A empresa rapidamente se tornou o principal recurso da Sony para pesquisa e desenvolvimento de videogames e entretenimento interativo. Em abril de 2016, a SCE e a Sony Network Entertainment International foram reestruturadas e reorganizadas na Sony Interactive Entertainment, transferindo as operações e os objetivos principais de ambas as empresas. No mesmo ano, foi criada a SIE LLC, com sede em San Mateo, Califórnia.
A Sony Interactive Entertainment cuida da pesquisa e desenvolvimento, produção e vendas de hardware e software para os sistemas de videogame PlayStation. A SIE também é desenvolvedora e editora de títulos de videogame e opera várias subsidiárias nos maiores mercados da Sony: América do Norte, Europa e Ásia. Em junho de 2022, a empresa vendeu mais de 581 milhões de consoles PlayStation em todo o mundo.

## Consoles
A SCE desenvolveu vários consoles:
- PlayStation - o primeiro console da SCE, muito popular entre os jogadores e com um vasto catálogo de jogos. Posteriormente foi lançado o PSOne, uma versão slim do PlayStation.
- PocketStation - Um console em miniatura. Servia como periférico para alguns jogos do PlayStation.
- PlayStation 2 - É o console mais bem-sucedido da SCE. Mais tarde teve também uma versão slim.
- PSX - Desdobrava-se como console e media-center (visualiza fotos, vídeos, filmes e música digitais)
- PlayStation Portable - O PlayStation Portable é a aposta da Sony nos consoles portáteis.
- PlayStation 3 - O terceiro console da série PlayStation, lançado em 2006.
- PlayStation Vita - O atual console portátil da Sony, sucessor do PSP.
- PlayStation 4 - Lançado em novembro de 2013, é o quarto console da série
- PlayStation 5 - O quinto console da série, foi lançado no final de 2020.
- PlayStation Portal - O atual console portátil da Sony, sucessor do PS Vita.

## Estúdios

### Bungie, Inc.
Bungie, Inc. é uma desenvolvedora de jogos eletrônicos americana sediada em Bellevue, Washington. Fundada em maio de 1991 por Alex Seropian e Jason Jones, a Bungie é conhecida por criar franquias de sucesso como Marathon, Myth e, mais notavelmente, Halo. A empresa foi adquirida pela Microsoft em 2000, mas em 2007 tornou-se novamente independente. Em 2022, a Bungie foi adquirida pela Sony Interactive Entertainment, mantendo-se como um estúdio e editora multiplataforma